# Mico saterei
Sagui-dos-saterés (Mico saterei) é uma espécie de macaco do Novo Mundo da família Cebidae e subfamília Callitrichinae, endêmico da Amazônia brasileira. Ocorre entre os leitos dos rios Abacaxis (a leste) e Canumã-Sucunduri (a oeste), que são afluentes do rio Madeira.